# Ran (film)
Ran (japonsky 乱) je francouzsko-japonský hraný film z roku 1985, který režíroval Akira Kurosawa na motivy tragédie Král Lear Williama Shakespeara. Snímek měl světovou premiéru 25. května 1985.

## Děj
V 16. století v Japonsku zpustošeném válkou se starý daimjó Hidetora Ičimondži rozhodne postoupit správu nad svým panstvím svým třem synům, Tarovi, Džirovi a Saburovi, aby mohl dožít svůj život ve štěstí a v pokoji. Ale neshody mezi bratry rychle uvrhnou jejich rodiny, jejich domovy a celé panství do chaosu a bratrovražedné války.

## Obsazení
| Tacuja Nakadai    | Hidetora Ičimondži                            |
| Akira Terao       | Taró Takatora Ičimondži, jeho nejstarší syn   |
| Džinpači Nezu     | Džiró Masatora Ičimondži, jeho prostřední syn |
| Daisuke Rjú       | Saburó Naotora Ičimondži, jeho nejmladší syn  |
| Mieko Harada      | Kaede, manželka Tary                          |
| Jošiko Mijazaki   | Sue, manželka Džiry                           |
| Hisaši Igawa      | Šuri Kurogane, rádce a vojenský velitel Džiry |
| Šinnosuke Ikehata | Kjóami, Hidetorův šašek                       |
| Masajuki Jui      | Tango Hirajama, Hidetorův rádce               |
| Kazuo Kató        | Ikoma Kagejú                                  |
| Kendži Kodama     | Samon Širane                                  |
| Takeši Nomura     | Curumaru, slepý bratr Sue                     |
| Takeši Kató       | Kojata Hatakejama                             |
| Jun Tazaki        | Seidži Ajabe                                  |
| Hitoši Ueki       | Nobuhiro Fudžimaki, Saburův tchán             |

## Ocenění
- Cena Mainichi za nejlepší film
- BAFTA: nejlepší cizojazyčný film
- London Film Critics Circle: nejlepší cizojazyčný film
- Oscar: nejlepší kostýmy (Emi Wada)
- César: nominace v kategoriích nejlepší zahraniční film a nejlepší filmový plakát (Benjamin Baltimore)